# Parliament Street

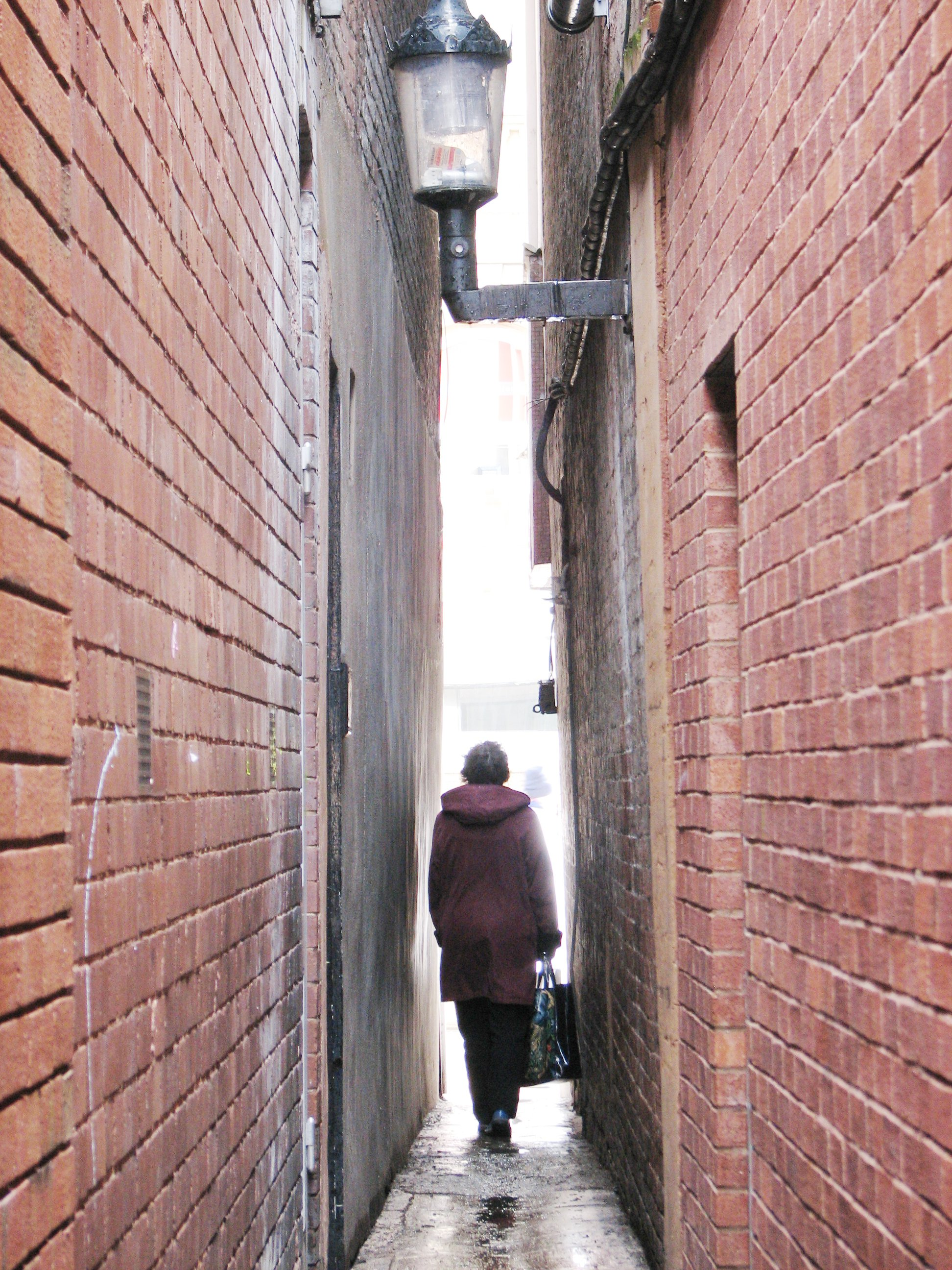
Na Parliament Street utrudnione jest minięcie się dwojga ludzi.

Parliament Street (Ulica Parlamentarna) – ulica o długości 50 metrów znajdująca się w Exeter w hrabstwie Devon (Anglia). Ulica pochodzi z XIV wieku i łączy High Street z Waterbeer Street. Szerokość w jej najwęższym miejscu wynosi 0,64 m, a w najszerszym około 1,22 m. Według niektórych źródeł jest to najwęższa ulica na świecie, choć ten tytuł przypisywany jest czasem Spreuerhofstraße, znajdującej się w Reutlingen (Niemcy).
Dawniej ulica nazywała się Small Lane (Mała Uliczka), lecz została przemianowana na nazwę symbolizującą drwinę Rady Miasta z parlamentu, który uchwalił ustawę wprowadzającą szerokie zmiany w systemie wyborczym Wielkiej Brytanii (tzw. Reform Act 1832). W 1836 mieszkańcy Waterbeer Street przeznaczyli 130 funtów na poszerzenie Parliament Street, do którego ostatecznie nie doszło.